# Torneio Citadino de Goiânia de 1943
O Campeonato Goianiense de Futebol Amador de 1943 foi a segunda edição do Campeonato Goianiense, torneio anual organizado pela Federação Goiana de Futebol (FGF) desde 1940 que reúne, em um campeonato, os times da cidade de Goiânia e de seu entorno. Essa edição contou com o Goiânia, campeão do Campeonato Goianiense de 1940, o Comercial, time formado por jogadores reservas do Goiânia, o Atlético Goianiense, clube que abandonou a disputa de 1940, e Goiás e Vila Nova, estreantes e recém fundados. 
O torneio foi realizado entre os dias 25 de julho e 5 de setembro, quando foi interrompido para a preparação da Seleção Goiana de Futebol. Porém, uma briga interna na FGF impediu que o campeonato retornasse.
O Goiânia foi reconhecido e tratado como campeão goiano por ter liderado o campeonato, vencendo todos os seus jogos disputados, até a sua interrupção. Foi o segundo título do Campeonato Goianiense conquistado pelo carijó; ele havia sido campeão na edição de 1940.

## Antecedentes
O Campeonato Goianiense Amador de 1943 foi a segunda edição desse torneio, que reúne os clubes filiados a Federação Goiana de Futebol. Organizado por esta federação (FGF), a primeira disputa ocorreu em 1940, quando o Goiânia, foi campeão invicto. Entretanto, o torneio sofreu então um hiato de pouco menos de dois anos (1941-1942), retornando apenas em 1943.
O torneio teve a possibilidade de contar com seis participantes. Os dirigentes do Anápolis Sport Club estavam dispostos a inscreverem o time no campeonato. No entanto, desistiram.

## Torneio Início
Cinco clubes participaram da competição, que foi realizada no dia 18 de julho. O torneio foi considerado um marco para o esporte em Goiás, mesmo com um público diminuto. A imprensa descreveu os times como poderosos esquadrões que praticaram um soberbo espetáculo de disciplina e esportividade.
O Goiânia foi campeão do torneio, pela segunda vez, ao vencer todos os seus jogos.

### Premiação
| Torneio Início Goianiense Amador 1943 |
| ------------------------------------- |
| Goiânia Campeão (2º título)           |

## Regulamento
O Campeonato Goianiense de 1943 foi disputada por cinco clubes em fase única. Todos os times jogaram entre si uma única vez. É declarado campeão goiano o time que obtiver o maior número de pontos após as 9 rodadas.

## Participantes
| Equipe              | Cidade  | Em 1940   | Estádio (mando) | Participação | Títulos        |
| ------------------- | ------- | --------- | --------------- | ------------ | -------------- |
| Atlético Goianiense | Goiânia | Abandonou | Pedro Ludovico  | 1ª           | 0 (não possui) |
| Comercial           | Goiânia | NP        | Pedro Ludovico  | 1ª           | 0 (não possui) |
| Goiânia             | Goiânia | 1º        | Pedro Ludovico  | 2ª           | 1 (em 1940)    |
| Goiás               | Goiânia | NP        | Pedro Ludovico  | 1ª           | 0 (não possui) |
| Vila Nova           | Goiânia | NP        | Pedro Ludovico  | 1ª           | 0 (não possui) |

OBS: A. ^  O Atlético Goianiense abandonou o campeonato.

## Estádios
O Campeonato Goianiense de 1943 foi disputado em apenas um estádio, o Pedro Ludovico, atualmente conhecido como Olímpico.

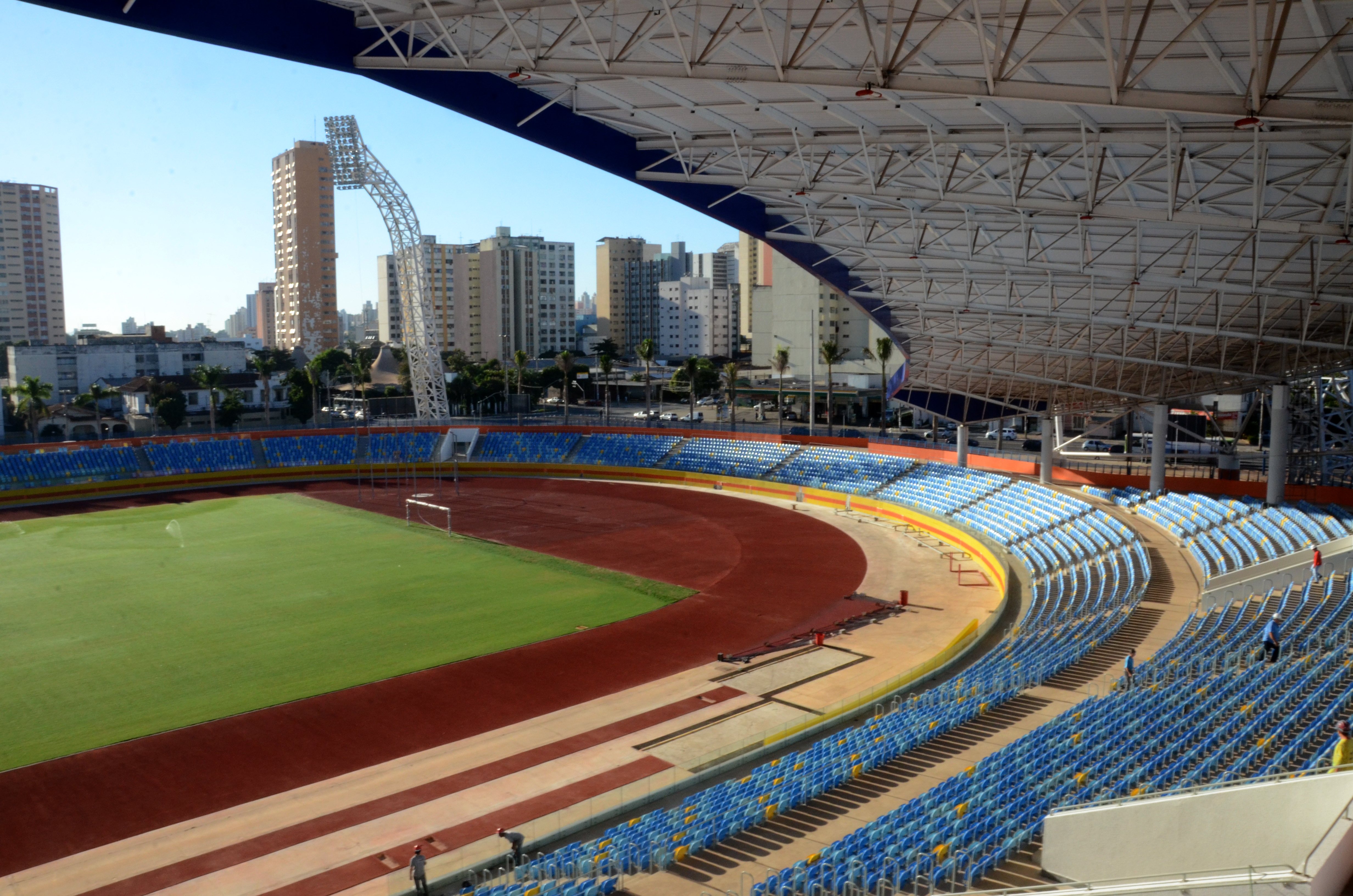
Estádio Olímpico Pedro Ludovico após a reforma. (Goiânia)

## Classificação[6]
| Pos | Equipe              | PG | J | V | E | D | GP | GS | SG  | AP    |
| --- | ------------------- | -- | - | - | - | - | -- | -- | --- | ----- |
| 1   | Goiânia             | 6  | 3 | 3 | 0 | 0 | 14 | 3  | +11 | 100.0 |
| 2   | Comercial           | 4  | 3 | 2 | 0 | 1 | 11 | 8  | +3  | 66.7  |
| 3   | Goiás               | 2  | 3 | 1 | 0 | 2 | 8  | 10 | -2  | 33.3  |
| 4   | Atlético Goianiense | 2  | 2 | 1 | 0 | 1 | 5  | 7  | -2  | 50.0  |
| 5   | Vila Nova           | 0  | 3 | 0 | 0 | 3 | 4  | 14 | -10 | 0.0   |

### Confrontos
Fonte:
| 25 de julho de 1943 | Goiás     | 4 – 0  | Vila Nova | Estádio Pedro Ludovico Teixeira, Goiânia |
|                     | Fio , · ? | Súmula |           |                                          |

- Um dos autores do gol do Goiás é desconhecido.

| 1 de agosto de 1943 | Goiânia                    | 3 – 2  | Comercial            | Estádio Pedro Ludovico Teixeira, Goiânia |
|                     | Mateba 84' · Vavá 86', 89' | Súmula | Edmundo · Bela Vista | Árbitro: Abílio Lopes                    |

| 8 de agosto de 1943 | Atlético Goianiense          | 5 – 2  | Goiás        | Estádio Pedro Ludovico Teixeira, Goiânia |
|                     | Wilson , · Cacildo 29' · Ari | Súmula | Baiano · Fio | Árbitro: Parateca                        |

| 15 de agosto de 1943 | Vila Nova | 1 – 6  | Goiânia                              | Estádio Pedro Ludovico Teixeira, Goiânia |
|                      | Pequetito | Súmula | , Vavá · 19' (g.c.) Nelson · Navarra | Árbitro: José Folker                     |

| 22 de agosto de 1943 | Comercial                | 5 – 2  | Goiás   | Estádio Pedro Ludovico Teixeira, Goiânia |
|                      | Edmundo , · Gil · Bruger | Súmula | , Quelé | Árbitro: Edson Hermano                   |

| 29 de agosto de 1943 | Goiânia                                        | 5 – 0  | Atlético Goianiense | Estádio Pedro Ludovico Teixeira, Goiânia     |
|                      | Vavá 4', 60' · Reguinho 35', 71' · Navarra 38' | Súmula |                     | Renda: Cr$ 710,00 Árbitro: Diogo Vasconcelos |

- O Goiânia jogou com dez jogadores por grande parte do confronto devido a contusão do Geraldo no início do primeiro tempo.
- Segundo o jornal O Popular, Navarra teria marcado dois gols e Reguinho apenas um.

| 5 de setembro de 1943 | Vila Nova   | 3 – 4  | Comercial            | Estádio Pedro Ludovico Teixeira, Goiânia |
|                       | Pequetito , | Súmula | , Afonsinho · Bruger | Árbitro: Diogo Vasconcelos               |

- O Comercial jogou com apenas dez jogadores, pois Bela Vista não compareceu. O clube chegou a colocar um jogador irregular, mas ele foi retirado devido a protestos do Vila Nova.

| 1943 | Goiás | – | Goiânia | Estádio Pedro Ludovico Teixeira, Goiânia |
|      |       |   |         |                                          |

- No dia 13 de novembro de 1943, após a participação da Seleção Goiana no Campeonato Brasileiro, a imprensa anunciou que o campeonato retornaria com o jogo entre Goiânia e Goiás.[12]
- Não se sabe se o jogo chegou a ocorrer.

| 1943 | Vila Nova | – | Atlético Goianiense | Estádio Pedro Ludovico Teixeira, Goiânia |
|      |           |   |                     |                                          |

- Não se sabe se o jogo chegou a ocorrer.

| 1943 | Atlético Goianiense | – | Comercial | Estádio Pedro Ludovico Teixeira, Goiânia |
|      |                     |   |           |                                          |

- Não se sabe se o jogo chegou a ocorrer.
- No dia 24 de dezembro de 1943, o Diário de Notícias do Rio de Janeiro anunciou que o campeonato goianiense de 1943 havia sido suspenso, pois estava sendo disputado de maneira irregular desde a renuncia do presidente Teixeira Junior.[15]

## Desempenho por rodada
Clubes que lideraram o campeonato ao final de cada rodada:
| 1   | 2   | 3   | 4   | 5   | 6   | 7   | 8 | 9 | 10 |
| GOI | GOI | ACG | GOI | GOI | GOI | GOI |   |   |    |

Clubes que ficaram na última posição do campeonato ao final de cada rodada:
| 1   | 2 | 3 | 4 | 5 | 6 | 7 | 8 | 9 | 10 |
| VIL |   |   |   |   |   |   |   |   |    |

## Premiação
| Citadino 1943               |
| --------------------------- |
| Goiânia Campeão (2º título) |

## Estatísticas
Atualizado até 19 de março de 2024

### Artilharia
| Pos. | Jogador   | Equipe              | Gols |
| ---- | --------- | ------------------- | ---- |
| 1    | Vavá      | Goiânia             | 8    |
| 2    | Edmundo   | Comercial           | 4    |
| 2    | Fio       | Goiás               | 4    |
| 2    | Pequetito | Vila Nova           | 4    |
| 3    | Afonsinho | Comercial           | 3    |
| 3    | Wilson    | Atlético Goianiense | 3    |

### Hat-tricks
| Jogador   | Clube               | Adversário | Placar  | Data          | Ref.   |
| --------- | ------------------- | ---------- | ------- | ------------- | ------ |
| Fio       | Goiás               | Vila Nova  | 4–0 (C) | 25 de julho   | [ 16 ] |
| Wilson    | Atlético Goianiense | Goiás      | 5–2 (C) | 8 de agosto   | [ 17 ] |
| Edmundo   | Comercial           | Goiás      | 5–2 (C) | 22 de agosto  | [ 18 ] |
| Afonsinho | Comercial           | Vila Nova  | 3–4 (F) | 5 de setembro | [ 19 ] |
| Pequetito | Vila Nova           | Comercial  | 3–4 (C) | 5 de setembro | [ 20 ] |

### Poker-trick
| Jogador | Clube   | Adversário | Placar  | Data         | Ref.   |
| ------- | ------- | ---------- | ------- | ------------ | ------ |
| Vavá    | Goiânia | Vila Nova  | 1–6 (F) | 15 de agosto | [ 21 ] |